# Castello d'Eu
Il castello d'Eu è un ex residenza reale nella città di Eu, nel dipartimento francese della Senna Marittima in Normandia.
Il castello d'Eu si trova al centro della città e fu costruito nel XVI secolo in sostituzione di una precedenza costruzione volutamente demolita nel 1475 per prevenire la sua cattura da parte degli inglesi. La cappella contiene le tombe di Enrico I, duca di Guisa, e di sua moglie, Caterina di Clèves, che intrapresero la costruzione del castello nel 1578. L'edificio fu completato quasi un secolo dopo da Anna Maria Luisa d'Orléans, duchessa di Montpensier, la Grande mademoiselle.

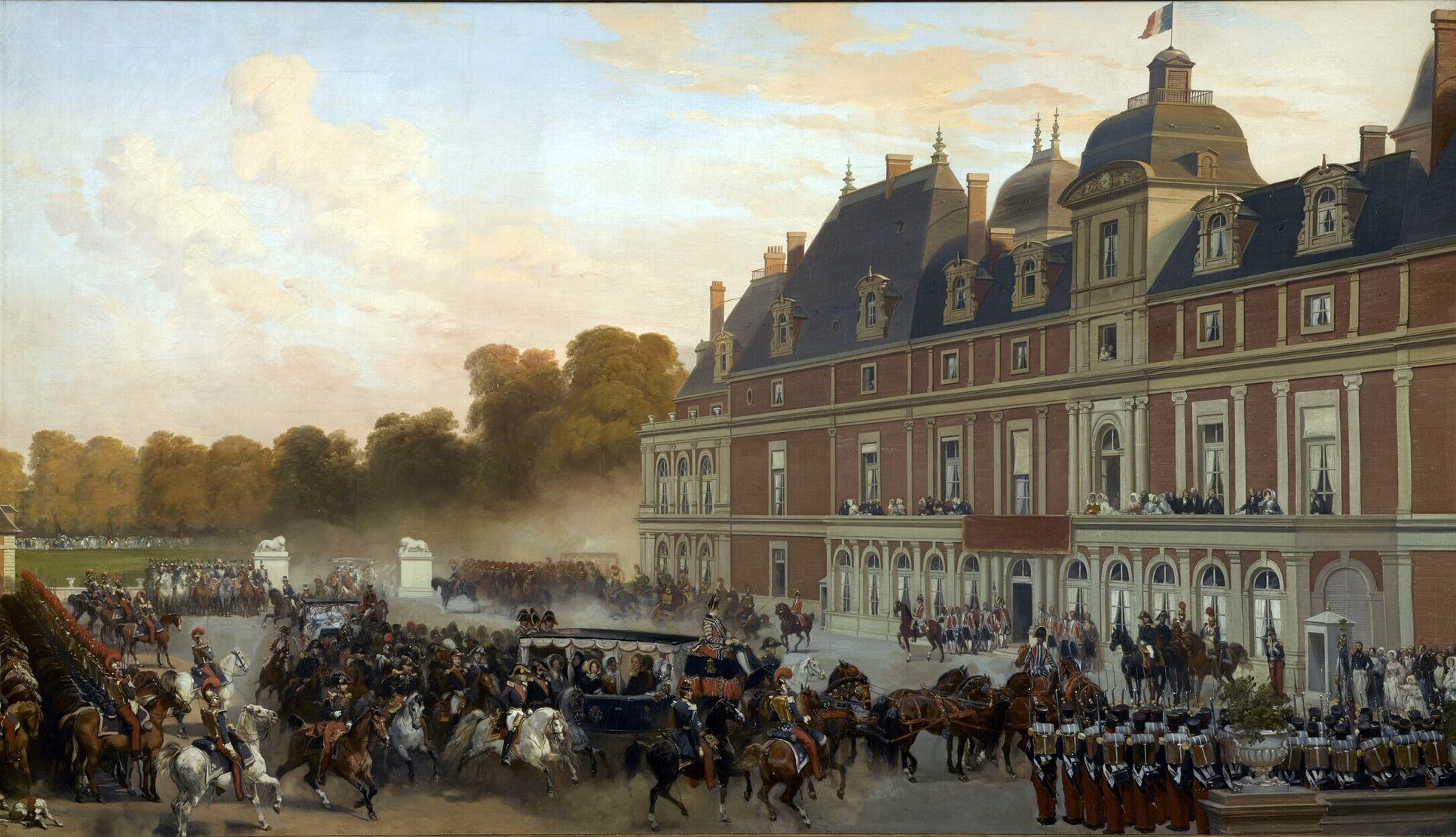
Arrivo della regina Vittoria al castello d'Eu, dipinto di Eugène-Louis Lami, 1843

Tra il 1830 ed il 1848, il castello, che era stato di proprietà della famiglia Orléans fin dalla sua acquisizione da parte della Grande mademoiselle nell'ottobre 1657, funse da residenza estiva del re Luigi Filippo, che vi ospitò due volte la regina Vittoria al castello, dal 3 al 7 settembre 1843 e dall'8 al 10 settembre 1845.
Isabella, principessa imperiale del Brasile, che portò alla fine della schiavitù in Brasile nel 1888, morì nel castello nel 1921. Suo marito era il principe Gastone d'Orléans, conte d'Eu, un nipote del re Luigi Filippo.
Nel 1964, la città di Eu acquistò il castello, in cui, nel 1973, ha insediò il suo municipio e creò il Musée Louis-Philippe.
Nel 1987, il castello, le sue dipendenze e il parco sono stati classificati monumento storico dal Ministero francese della cultura.